# Vanessa Bell
Vanessa Bell (født 30. maj 1879, død 7. april 1961) var en engelsk maler, der var søster til Virginia Woolf.